# شگر
شگر (به انگلیسی: Shigar) یک منطقهٔ مسکونی در پاکستان است که در گلگت-بلتستان واقع شده‌است. شگر ۲٬۲۳۰ متر بالاتر از سطح دریا واقع شده‌است.